# امایه-سو-اورنی
امایه-سو-اورنی (به فرانسوی: Amayé-sur-Orne) یک کمون در فرانسه است که در Canton of Évrecy واقع شده‌است.

## خصوصیات
امایه-سو-اورنی ۵٫۲۹ کیلومترمربع مساحت و ۱٬۰۲۶ نفر جمعیت دارد و ۵۰ متر بالاتر از سطح دریا واقع شده‌است.

## نگارخانه

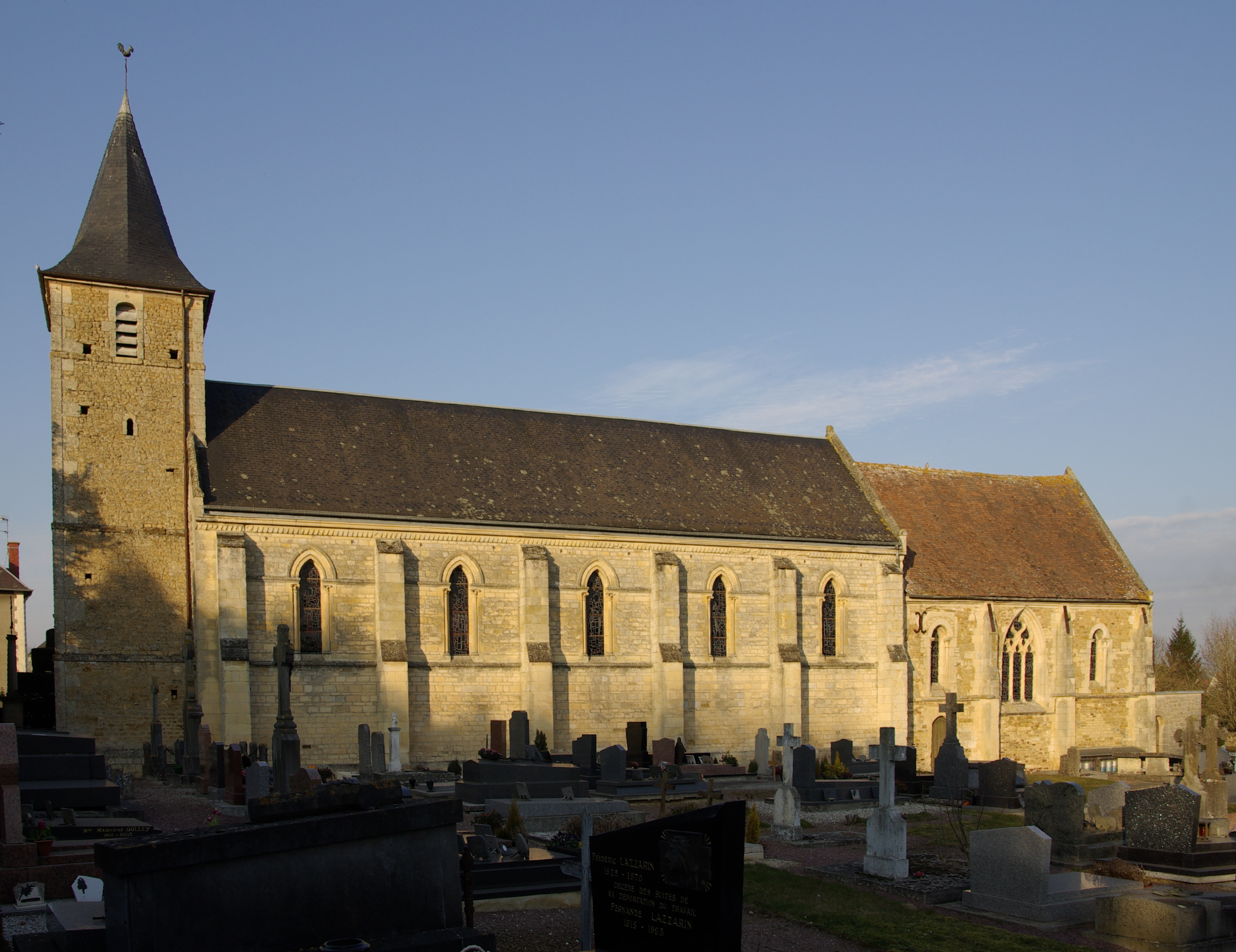
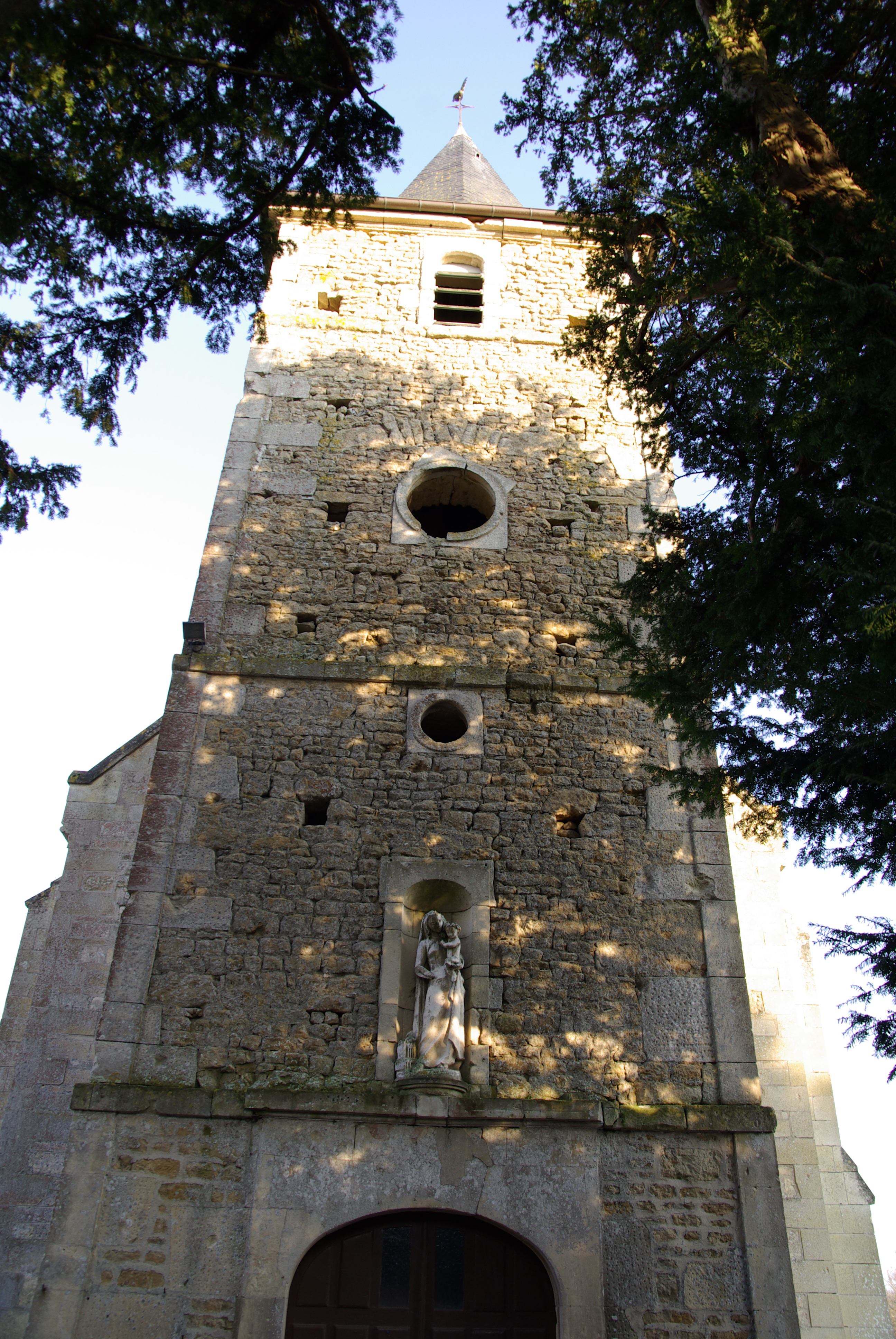